# Famille von Falkenhausen
La famille von Falkenhausen est une famille subsistante de la noblesse allemande, originaire de Bavière, puis établie dans le royaume de Prusse. C'est une branche morganatique des margraves de Brandebourg-Ansbach de la maison de Hohenzollern. Elle a formé de nombreuses branches dont sept sont subsistantes.

## Histoire
L'ancêtre des Falkenhausen est le margrave Charles-Guillaume-Frédéric de Brandebourg-Ansbach (1712-1757). L'ancêtre, également connu sous le nom de « margrave sauvage », avec sa grande passion, la chasse aux faucons, a eu une relation avec Elisabeth Wünsch (1710-1757), la fille d'un fauconnier, qui a duré de nombreuses années jusqu'à sa mort, en plus de son mariage officiel avec la princesse Frédérique-Louise de Prusse, une sœur de Frédéric le Grand. Cette relation donne naissance à quatre enfants, dont trois survivent à l'enfance.
À sa bien-aimée, il donne le pavillon de chasse de Georgenthal (de), qui se trouve au milieu de son terrain de chasse préféré, mais qui n'existe plus aujourd'hui. Le jeune prince contracte un second mariage avec elle en 1734, sous le nom révélateur de sergent Falk, et la nomme sa Dame von Falkenhausen.
Il donne également le nom de Falkenhausen aux enfants de ce mariage. En 1747 et 1754, respectivement, ils sont élevés par décret de l'empereur François Ier  au rang de baron impérial. Les fils Friedrich Carl (1734-1796) et Friedrich Ferdinand (1748-1784) fondent les lignées Trautskirchen et Wald, dont les descendants représentent aujourd'hui la famille. Friedrich Ferdinand grandit dans la maison de son frère Friedrich Carl, qui a épousé Caroline von Beust le 10 septembre 1755.
Friedrich Carl, né au pavillon de Georgenthal en 1734, est inféodé au manoir de Trautskirchen. Les descendants de cette lignée migrent au début du XIXe siècle, parce qu'ils ne veulent pas prêter le serment de fidélité bavarois, en Silésie, où ils ont servent leurs cousins royaux prussiens dans les hautes fonctions.
Après la disparition de la lignée masculine de la famille von Zocha en 1749, le fief de Wald (de) retombe dans la maison de Brandebourg-Ansbach. Cela est utile pour que le margrave Carl Wilhelm Friedrich l'utilise pour subvenir aux besoins de son fils cadet conformément à son statut. Friedrich Ferdinand Ludwig (né en 1748) est inféodé au manoir devenu vacant. Il est resté en possession des barons franconiens de Falkenhausen jusqu'à nos jours.
Wilhelm Freiherr von Falkenhausen, Rittmeister, et Julius Freiherr von Falkenhausen auf Wald, lieutenant royal prussien, sont inscrits dans la classe des barons du royaume de Bavière en 1813.
Friedrich Freiherr von Falkenhausen (1781–1840) à Wallisfurth, Bielau, Steinhübel, Mohrau, Eylau et Broslawitz, a eu avec Benigna baronne von Welczeck (de) un fils naturel, Friedrich. Il l'a légitimé et il reçoit ainsi la noblesse prussienne en 1836, mais pas la classe de baron prussien jusqu'en 1862, avec ses quatre fils Friedrich, Konrad, Alexander et Ernst ainsi que leurs successeurs selon la loi du premier-né en possession de Wallisfurth (Friedrich), Bielau et Steinhübel (Konrad), Mohrau et Eylau (Alexander) et Broslawitz (Ernst).
Ernst Freiherr von Falkenhausen à Bielau (1846-1897) 1883 épouse Elsbeth Friedensthal (1864-1897), une fille de l'homme d'État prussien Karl Rudolf Friedenthal (1827-1890) et fidéicommis sur Friedensthal à Neisse. En 1894, il obtient une augmentation de nom sous le nom de Freiherr von Friedenthal-Falkenhausen, nom et statut de baron hérités de Fideikommiss Friedenthal. Le baron Axel Varnbüler reprend la tutelle des sept enfants du baron Ernst von Friedenthal-Falkenhausen, décédé en 1897. Les propriétés de Bielau, les usines de sucre et d'huile de Bielau ainsi que les usines de Giesmannsdorf, qui ont été héritées du beau-père Friedenthal, doivent être administrées pour les héritiers. Dans ce contexte, Günther von Falkenhausen est frappé d'incapacité en 1906 pour cause de gaspillage. En 1910, le partage de la succession commence, la part dans le journal "Die Post" est vendue, mais le règlement de la succession traîne jusqu'en 1918

## Armes

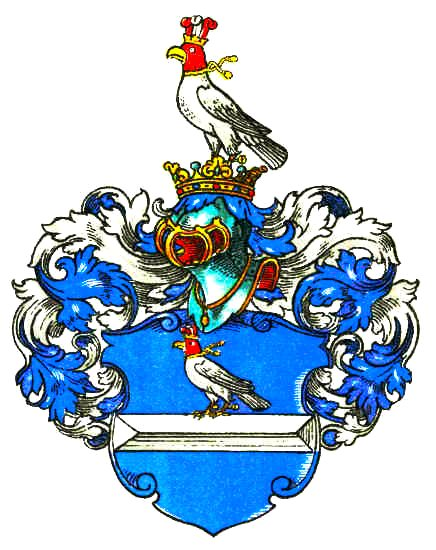
Armoiries des Falkenhausen.

En bleu, une fasce (de) triangulaire en argent sur laquelle repose un faucon (de) de chasse de couleur naturelle (argent) avec une armure dorée, dont la tête porte un bonnet rouge avec des cloches dorées et un panache rouge. Sur le casque aux lambrequins bleus et argentés, un faucon.

## Personnalités
- Friedrich Wilhelm von Falkenhausen (1821-1889), général prussien
- Ludwig von Falkenhausen (1844-1936), général, gouverneur général de la Belgique pendant l'occupation allemande (1917-1918).
- Friedrich von Falkenhausen (1869-1946), président du district de Potsdam, administrateur de l'arrondissement de Lübben (de)
- Alexander von Falkenhausen (1878-1966), général, gouverneur général de la Belgique et du Nord de la France pendant l'occupation nazie (1940-1944), impliqué dans le complot du 20 juillet 1944 contre Hitler.
- Hans-Joachim von Falkenhausen (1897-1934), membre du NSDAP et de la SA
- Gotthard von Falkenhausen (de) (1899-1982), banquier allemand
- Vera von Falkenhausen (de) (1938- ), érudit de l'histoire byzantine germano-italien
- Lothar von Falkenhausen (de) (1959- ), archéologue et sinologue germano-américain